# Guerra della triplice alleanza
La guerra della triplice alleanza, nota anche come guerra paraguaiana (in spagnolo Guerra de la Triple Alianza o Guerra del Paraguay; in portoghese Guerra do Paraguai o Guerra da Tríplice Aliança), fu il più sanguinoso conflitto della storia dell'America Latina. Venne combattuta tra il 1864 e il 1870 dal Paraguay contro le tre nazioni alleate di Argentina, Brasile e Uruguay.
Il Paraguay era stato coinvolto per anni in dispute sui confini e le tariffe con i suoi più potenti vicini, Argentina e Brasile. Allo stesso tempo gli uruguaiani avevano lottato per ottenere e conservare l'indipendenza dalle stesse potenze, in particolare dal Brasile. Nel 1864 il Brasile aveva aiutato il capo del Partido colorado uruguaiano, Venancio Flores, a promuovere un colpo di Stato contro il presidente Bernardo Prudencio Berro, esponente del Partido blanco. Per tutta risposta il presidente del Paraguay, Francisco Solano López, credendo che l'equilibrio del potere regionale fosse minacciato, dichiarò guerra al Brasile; il conflitto coinvolse presto anche l'Argentina, che si vide invadere il territorio della provincia di Corrientes dai paraguaiani. Bartolomé Mitre, presidente eletto a Buenos Aires, organizzò allora un'alleanza con il Brasile e con l'Uruguay di Flores (la Triplice Alleanza), e assieme dichiararono guerra al Paraguay, il 1º maggio 1865. L'azione di López, a seguito della costituzione di un esercito di 50 000 uomini, all'epoca il più forte dell'America Latina, venne vista da molti come un'aggressione portata avanti per motivi di prestigio nazionale e personale; ma con il protrarsi della guerra anche nelle nazioni dell'alleanza una parte consistente dell'opinione pubblica percepì il conflitto come una guerra di conquista portata avanti da Mitre e da Pietro II.
La guerra lasciò il Paraguay in una situazione particolarmente grave; in particolare dal punto di vista demografico, la sua popolazione di approssimativamente 525 000 persone, venne ridotta a circa 221 000 nel 1871, delle quali solo 28 000 erano uomini. Durante la guerra i paraguaiani soffrirono non solo il nemico, ma anche la malnutrizione, le malattie e la tirannia di López, che fece torturare e uccidere innumerevoli persone. Argentina e Brasile si annessero circa 140 000 km2 di territorio paraguaiano: l'Argentina si prese gran parte della regione di Misiones e parte del Chaco, tra i fiumi Bermejo e Pilcomayo; il Brasile ingrandì la sua provincia del Mato Grosso con i territori annessi. Entrambe richiesero grosse indennità che non vennero mai pagate, e occuparono il Paraguay fino al 1876. Nel frattempo i "colorados" presero il controllo dell'Uruguay, e lo mantennero fino al 1958.
Le cause del conflitto sono tuttora oggetto di controversia tra gli storici. Alcuni attribuiscono al Paraguay una serie di successi economici e sociali che finirono per scatenare la reazione degli Stati vicini e dell'Impero britannico; altri attribuiscono a López e alle sue errate valutazioni in tema di politica estera la principale responsabilità della guerra.

## Antefatti

### Controversie di confine riguardanti il Paraguay
All'inizio della colonizzazione spagnola in America del Sud, il governo del Paraguay aveva accesso diretto all'oceano Atlantico attraverso i territori di Guayrá o La Pinería e Ybiazá o La Vera, territori che in futuro sarebbero corrisposti agli Stati brasiliani di Paraná e Santa Catarina. L'arrivo dei portoghesi in Brasile, tuttavia, diede inizio a una serie di conflitti tra le due entità coloniali, che andarono via via aumentando anche durante il periodo dell'unione tra il Regno di Portogallo e quello di Castiglia e di Aragona.

La mappa mostra le regioni in disputa tra il Paraguay e i Paesi confinanti

Le spedizioni schiaviste dei bandeirantes portoghesi e degli indigeni loro asserviti (mamelucos), in molti casi con la complicità delle autorità spagnole, devastarono le regioni di Guayrá e La Vera, arrivando a toccare l'alto corso del fiume Paraguay. Furono così distrutti gli insediamenti di Ontiveros, Villa Rica del Espíritu Santo, Ciudad Real del Guayrá e Santiago de Jerez, nonché le riduzioni gesuite di San Ignacio Miní, Nuestra Señora de Loreto del Pirapó, Santa María del Iguazú, e quelli sorti nella valle del fiume Mboteteý, chiamato in seguito Miranda dai brasiliani.
Alla metà del XVII secolo, con la fine delle incursioni, i confini continuarono a essere indefiniti fino al trattato di Madrid, firmato da entrambe le corone nel 1750. I nomi utilizzati nella stesura dell'accordo, tuttavia, non corrispondevano a elementi geografici ben definiti; in tal modo le autorità coloniali portoghesi e spagnole continuarono a mantenere le loro discordie in merito ai propri confini. Di particolare importanza per la storia del Paraguay fu la controversia riguardante il fiume Igurey menzionato negli articoli V e VI del trattato: mentre gli spagnoli lo identificavano con un fiume che i brasiliani chiamavano Ivinhema nel suo corso inferiore, i portoghesi invece chiamavano con tale nome un piccolo torrente che scorreva molto più a sud e chiamato dagli spagnoli río Carapá.
A partire dal 1811, a seguito dell'indipendenza dichiarata dalla Repubblica del Paraguay, il nuovo Stato rivendicava i suoi confini nei confronti del Regno Unito di Portogallo, Brasile e Algarve sui fiumi Ivinhema e Mboteteý; nella zona settentrionale del Gran Chaco il Paraguay rivendicava l'intero territorio a sud del fiume Jaurú.
Nonostante le controversie, durante il governo di José Gaspar Rodríguez de Francia il Paraguay fu di fatto alleato del Brasile per due ragioni: da un lato si erano create a Itapúa e a Fuerte Olimpo due zone franche nelle quali si poteva commerciare con il Paese vicino al di fuori del monopolio con la Spagna, mentre dall'altro il mancato riconoscimento dell'indipendenza da parte di Juan Manuel de Rosas e del suo diritto di commerciare sul fiume Paraná portò a un'inevitabile tacita alleanza con l'ex colonia portoghese. Dopo lo spodestamento di Rosas nel 1852 si riaccesero le controversie tra il Paraguay e l'Impero del Brasile, con il governo di quest'ultimo fortemente impegnato a imporre allo Stato vicino il riconoscimento dei confini da lui rivendicati. Già nel 1850 si era acceso un conflitto in seguito alla fondazione del forte militare di Fecho dos Morros in una zona che entrambi gli Stati reclamavano come propria (nei pressi della futura località di Porto Murtinho); l'episodio era terminato con l'espulsione delle truppe brasiliane. Un altro forte fondato dall'esercito imperiale a nord di Fuerte Olimpo scatenò un contrattacco paraguaiano che impose l'evacuazione della struttura nel 1855.
Un effimero tentativo di conciliazione fu intrapreso con la proposta di creare una zona neutrale a seguito di accordi pacifici. Tuttavia negli anni le incursioni brasiliane nei territori contesi si fecero sempre più frequenti e il patto fu definitivamente rotto con la creazione da parte delle truppe imperiali, a sud del fiume Ivinhema, del forte di Dourados. La richiesta da parte dell'esercito paraguaiano di evacuare la zona fu respinta dal governo brasiliano, con la scusa che non era stata preceduta da un reclamo diplomatico. Il governo paraguaiano emanò una dura nota di protesta, ma evitò di fare sfociare la situazione in un'azione bellica.

### La politica esterna e interna del Paraguay
Nel periodo immediatamente successivo alla sua indipendenza, il Paraguay fu governato da un duro regime dittatoriale durato ventisei anni al cui vertice si trovava José Gaspar Rodríguez de Francia, intellettuale sudamericano il cui governo assunse il carattere di una tirannia autarchica.
Alla morte di Rodríguez de Francia gli succedette Carlos Antonio López, che ebbe anch'egli i poteri dittatoriali del predecessore, ma che a differenza di questi fu promotore di una politica economica modernizzatrice che ruppe decenni di isolazionismo per accrescere lo sviluppo del Paraguay. Le frontiere con i Paesi vicini furono riaperte e le relazioni internazionali si riallacciarono con celerità. Il Paraguay esportava i suoi prodotti, come il tabacco e l'erba mate in Argentina e Uruguay e il legno pregiato in Europa. Il governo del Paraguay aveva fatto costruire una ferrovia e un cantiere navale nel quale furono costruite le prime navi a vapore del Paese. Nella città di Ybycuí era stata installata una delle prime fonderie sudamericane, mentre la prima rete telegrafica fu inaugurata nel 1864. Il britannico Richard Francis Burton elogiò nelle sue testimonianze il sistema educativo nazionale, gratuito per tutti al contrario di quanto accadeva nella sua patria, anche se espresse riserve per il ruolo predominante delle istituzioni ecclesiastiche nazionali nel campo dell'istruzione.
Il livello di sviluppo del Paraguay prima della guerra è oggi fonte di controversie tra gli storici: il revisionismo storico diffuso in Argentina e in Paraguay gli attribuisce successi che altri autori mettono invece in discussione. Ad autori come Felipe Pigna, che nella sua serie di documentari televisivi Algo habrán hecho por la historia argentina rivendica la supremazia economica e industriale del Paraguay in America del Sud prima della guerra, si contrappongono altri come lo storico Mario H. Pastore, che ha per esempio replicato che non esiste alcuna prova di un forte sviluppo industriale guidato dal governo di Carlos Antonio López; Pastore suggerisce che il Paese era progredito solo in relazione allo stato di arretratezza in cui si era trovato dopo l'indipendenza e che il Paraguay, per esempio, non disponeva di risorse per importare tecnologia dall'esterno. Non manca infine chi ritiene che il progresso tecnologico non era diretto allo sviluppo socio-economico del Paese ma ad alimentarne l'arsenale bellico, e lo sviluppo economico era teso all'arricchimento della famiglia López.
Questa controversia è fonte di disaccordo sulle cause della guerra. Gli autori revisionisti sono soliti argomentare che i successi della politica interna paraguaiana causarono rancore e furono visti come "cattivi esempi" che le potenze straniere vollero sopprimere, mentre altri autori indicano che i limiti del modello fin lì seguito, in particolare le politiche autocratiche, provocarono pressioni interne dirette a uno sbocco costituzionale, che il dittatore succeduto a Carlos Antonio López cercò di assopire con una politica estera aggressiva.
Carlos Antonio López designò come suo successore provvisorio il figlio Francisco Solano, a cui diede l'obbligo di convocare un'Assemblea Costituente con il compito di formare un nuovo governo. Alla sua morte, avvenuta il 10 settembre 1862, il Congresso si riunì per eleggere il suo successore; il 16 ottobre questa designò all'unanimità Francisco Solano López alla carica di Presidente della Repubblica del Paraguay. Fino al 1864 il governo paraguaiano si adoperò per incrementare il suo potere militare e di conseguenza la sua influenza nella regione, fomentando in tal modo i motivi di frizione con il governo di Buenos Aires. Prima ancora della morte di Carlos Antonio López il Paese si era già trovato sull'orlo di un conflitto, e tra il febbraio e l'aprile del 1862 aveva proceduto al reclutamento di tutta la popolazione maschile tra i 17 e i 40 anni.

### La diplomazia britannica
La storiografia revisionista argentina e gran parte di quella paraguaiana sono solite additare la responsabilità della guerra alle ambizioni imperialiste e mercantili del Regno Unito. Il revisionismo moderno, invece, mette in dubbio queste affermazioni. In effetti, anche se l'economia britannica trasse qualche beneficio dalla guerra, il Regno Unito si opponeva per principio a essa, dal momento che la sua visione di fondo era che ogni conflitto finisse per ostacolare il commercio internazionale. Inoltre il Paraguay si era dimostrato un ottimo cliente per le industrie britanniche: aveva messo già sotto contratto un cospicuo numero di ingegneri, che rimasero quasi tutti nel Paese fino al termine della guerra.
Per le correnti revisioniste, l'esempio di autonomia economica e ideologica del Paraguay era considerato nefasto dal Regno Unito, che aveva posto la sua attenzione al Paese come produttore di cotone per la sua industria tessile. Quest'ultima era stata colpita da problemi di approvvigionamento a causa della guerra di secessione negli Stati Uniti d'America, che aveva di fatto impedito l'esportazione della materia prima. Il revisionismo afferma che il Regno Unito si trovasse in crisi per tale motivo, e il Paraguay rappresentasse per contro un importante produttore di cotone. D'altra parte, López aveva cominciato a incrementare la coltivazione del cotone solo dal 1862. Nel 1865 la produzione era promettente, ma di scarsa quantità rispetto a quanto richiesto dalle industrie di trasformazione europee. Le imposte di esportazione erano basse, e questo indica che l'obiettivo della produzione doveva essere il mercato internazionale, mentre le tasse sulle importazioni erano basse solo per quanto riguardava gli attrezzi agricoli. Il problema di approvvigionamento di cotone fu risolto con un incremento della produzione in India e in Egitto, e con il consumo delle scorte stipate nei magazzini europei, che erano abbondanti alla viglia della guerra negli Stati Uniti. Grazie a queste fonti alternative e alla struttura complessa dell'economia britannica la riduzione dei rifornimenti statunitensi non provocò conseguenze per il Regno Unito, che anzi in questi anni vide prosperare la propria economia.
Si menziona spesso il fatto che il Regno Unito abbia ottenuto un enorme beneficio economico dal conflitto: alla vendita della maggior parte degli armamenti, delle munizioni e delle imbarcazioni usate dagli alleati, infatti, si sommano i grandi prestiti elargiti alle tre nazioni alleate e, dopo la fine della guerra, anche al Paraguay. In effetti, tra il 1863 e il 1865 le banche britanniche prestarono all'Impero del Brasile più di 10 milioni di sterline, mentre 3,5 milioni furono elargiti all'Argentina. Indipendentemente dai guadagni ottenuti dai suoi commercianti e dai suoi finanzieri, però, il Regno Unito non concorse ad alimentare il conflitto. Con l'eccezione del ministro plenipotenziario a Buenos Aires Edward Thornton, che verrà rimosso poco dopo, nessun altro diplomatico fu coinvolto all'inizio del conflitto. Il 2 marzo 1866, il Foreign Office decise di fare pressione per la conclusione della guerra pubblicando il trattato della Triplice Alleanza, che era rimasto fino ad allora segreto. La manovra fallì a causa della resistenza dell'Imperatore del Brasile Pietro II.

### La situazione in Uruguay
Nonostante i suoi contrasti politici con gli Stati vicini, la situazione politica in Uruguay si mantenne stabile fino al 1863, quando l'Impero del Brasile appoggiò la rivoluzione del generale Venancio Flores contro il legittimo presidente Bernardo Prudencio Berro e i suoi successori. Con il pretesto di proteggere dai casi di abigeato che avevano colpito i proprietari terrieri brasiliani di stanza nel Nord dell'Uruguay, all'inizio del 1864 l'Impero ingiunse al presidente Atanasio Cruz Aguirre di risarcire i propri concittadini. Il governo uruguaiano rispose che, durante una guerra civile, non si poteva garantire la proprietà di nessuno, tanto più quando la maggior parte dei latifondisti brasiliani nel Nord del Paese aveva abbracciato le armi per appoggiare la rivoluzione. Nell'aprile del 1864 Francisco Solano López si offrì come mediatore, ma l'offerta fu respinta dai brasiliani. Nel mese di agosto il presidente Aguirre sollecitò formalmente l'intervento del Paraguay in favore del suo governo legittimo; López rispose con dichiarazioni altisonanti alle quali però non diede alcun seguito. Il 4 agosto 1864, il ministro brasiliano José Antonio Saraiva inviò un ultimatum al governo uruguaiano, minacciando rappresaglie se fossero nuovamente ignorate le precedenti richieste dell'Impero. L'ultimatum fu respinto da Aguirre.
In seguito a questi avvenimenti, il 30 agosto 1864 il governo paraguaiano consegnò una vigorosa protesta al ministro brasiliano residente ad Asunción nella quale affermava che l'Impero aveva rotto il trattato firmato nel 1850 e che l'eventuale occupazione del territorio uruguaiano sarebbe stata considerata una dichiarazione di guerra. Il 12 ottobre, il generale brasiliano José Luís Mena Barreto invase l'Uruguay alla testa di 12 000 uomini, e due giorni più tardi s'impossessò della città di Melo.
La notizia arrivò ad Asunción tra il 9 e il 10 novembre; il giorno successivo, López ordinò il sequestro del Marquês de Olinda, una nave che effettuava regolare servizio di merci e passeggeri tra Montevideo e la città di Corumbá. Il 12 novembre, il piroscafo paraguaiano Tacuarí catturò la nave brasiliana, che navigava il fiume Paraguay e trasportava tra i passeggeri anche il nuovo presidente della provincia del Mato Grosso, Federico Carneiro de Campos, e la condusse ad Asunción. La nave fu successivamente armata dai paraguaiani, che la impiegarono nella guerra, mentre il 14 novembre López ruppe ogni relazione con l'Impero del Brasile.

## Le forze in campo

### Paraguay

#### Esercito paraguaiano

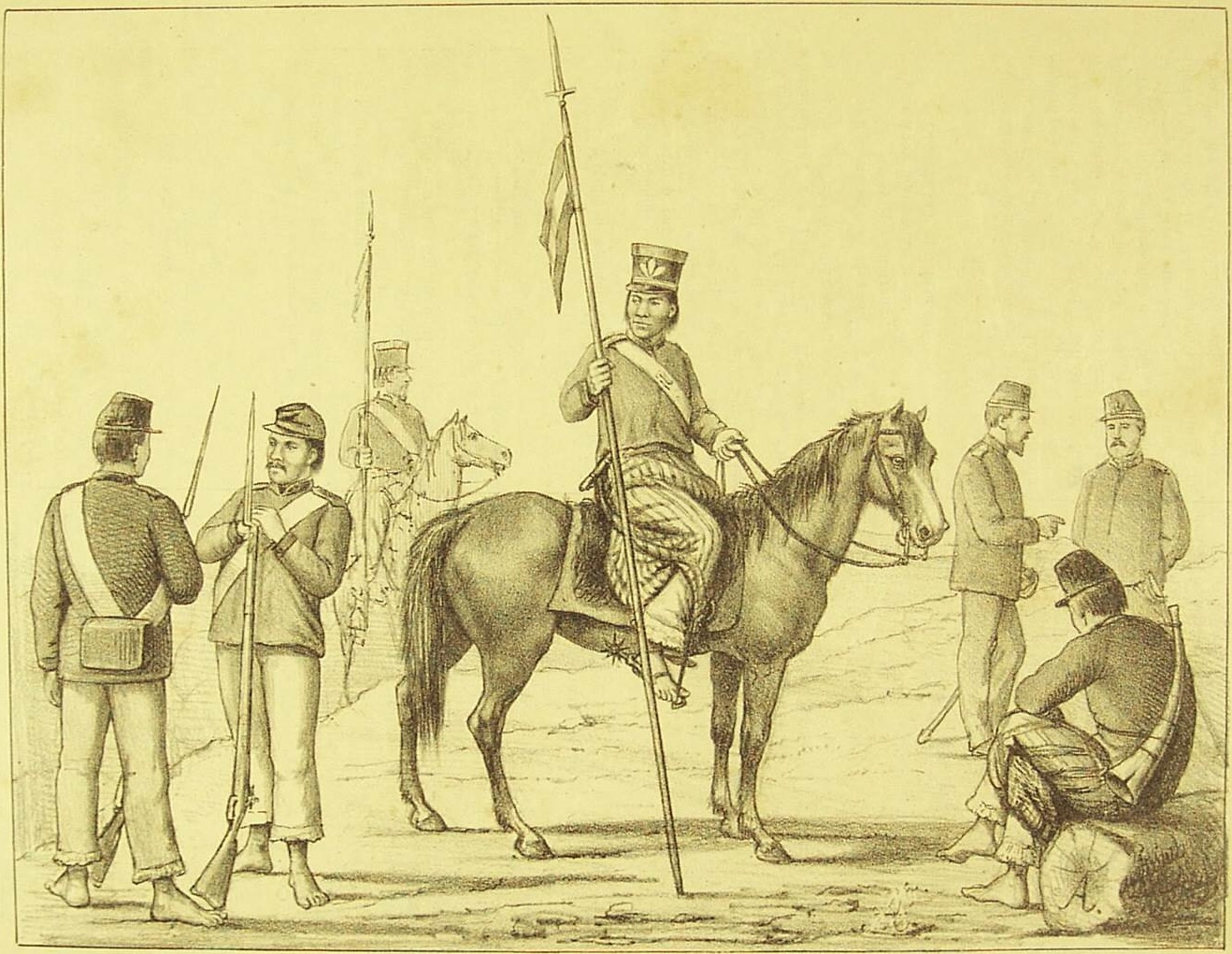
Uniformi di cavalleria e di fanteria dell'esercito paraguaiano

Le forze di terra incorporate nell'esercito del Paraguay erano andate crescendo negli anni: Carlos Antonio López aveva lasciato circa 7 000 effettivi ma nel maggio del 1864 il console brasiliano ad Asunción informava che l'esercito paraguaiano poteva disporre di 16 680 uomini, ai quali aggiungere 7 000 o 8 000 riservisti. Il governo, da parte sua, informò il Congresso che disponeva di 64 000 uomini in armi, cifra però che sicuramente includeva anche reclute in addestramento e miliziani non inquadrati.
L'ingegnere militare britannico George Thompson, che combatté nelle file del Paraguay con il grado di tenente colonnello, affermò che prima della mobilitazione generale del 1864 l'esercito poteva contare su 28 000 veterani. All'inizio dell'anno López cominciò a prepararsi attivamente per la guerra e reclutò uomini di età compresa tra i 16 e i 50 anni che addestrò da marzo nei campi del Cerro León (30000), Encarnación (17 000), Humaitá (10 000), Asunción (4 000) e Concepción (3 000). Questi 64 000 combattenti erano addestrati e pronti da agosto.
Al momento dell'ingresso in guerra dell'Argentina, il Paraguay poteva disporre di 80 000 uomini in armi, un terzo dei quali arruolati in cavalleria. A quest'arma e all'artiglieria erano destinati i migliori elementi. La cavalleria regolare si divideva in reggimenti composti da 4 squadroni di 100 uomini. Ogni reggimento doveva essere teoricamente comandato da un colonnello, coadiuvato da un tenente colonnello con due sergenti maggiori reggimentali al vertice dei sottufficiali, ma nei fatti era spesso guidato da un tenente e raramente da un ufficiale di grado superiore a quello di capitano. Erano dotati di sciabola, lance e carabine ad avancarica. Esistevano anche un corpo di cavalleria di scorta presidenziale di 250 uomini armati con carabine a retrocarica con canna rigata e un reggimento di dragoni armati anch'essi di carabine a canna rigata, ma non parteciparono ai combattimenti fino alle ultime fasi della guerra.

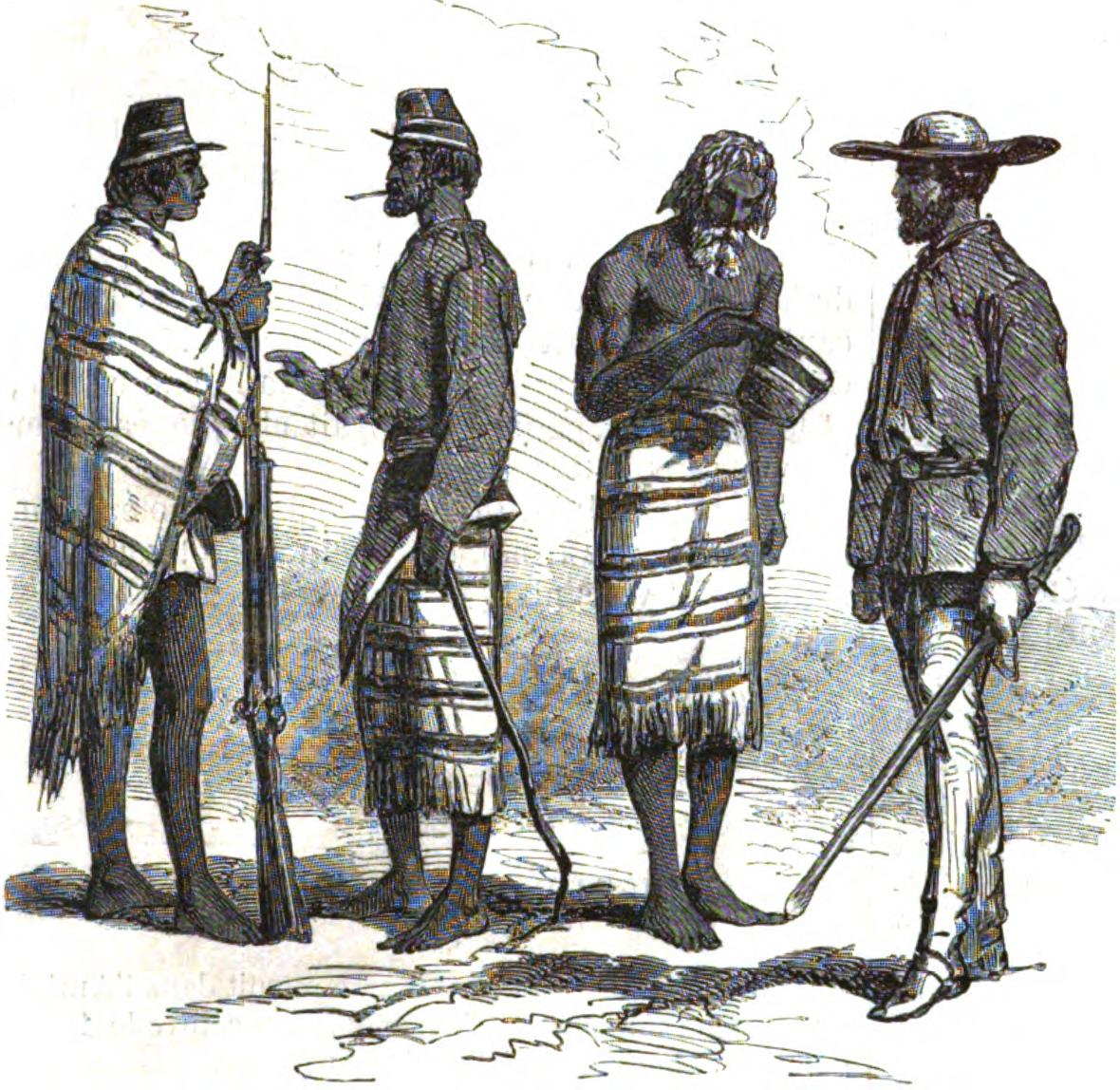
Ufficiali e soldati dell'esercito paraguaiano

La fanteria era organizzata in battaglioni di 6 compagnie di 100 uomini, delle quali una era composta di granatieri e una di cacciatori. Nonostante ciò, all'inizio del conflitto ogni battaglione contava tra gli 800 e i 1 000 uomini, contando spesso più di 6 compagnie e più di 120 soldati in esse. Tre battaglioni erano armati di fucili Witton, tre di fucili a percussione e gli altri di vecchi fucili ad avancarica. Solo il 6º Battaglione era dotato anche di machete, armi che erano state sequestrate nelle imbarcazioni argentine di fronte a Corrientes, e sarebbe diventato in seguito il battaglione di fanteria di marina.
L'artiglieria paraguaiana contava tra i 300 e i 400 pezzi, di ogni grandezza e condizione. L'arma si divideva in artiglieria leggera (o volante) e pesante. La prima era formata da 3 reggimenti di 4 batterie, ciascuna con 6 pezzi; una sola batteria era dotata di cannoni d'acciaio da 12 libbre, mentre per le altre i calibri dei pezzi variavano dalle 2 alle 32 libbre. L'artiglieria pesante, composta unicamente da cannoni a canna liscia, contava 24 pezzi da 8 libbre, 2 da 56 libbre e altre 100 di calibro variabile tra le 24 e le 32 libbre (la maggior parte di questi era dislocata a Humaitá.
Per quanto riguarda i trasporti, non esisteva un corpo separato che se ne occupasse. Venivano consegnati a ogni comandante i carri e i buoi che questi richiedeva, procurandosi poi di trovare tra i suoi uomini i conduttori. I soldati venivano pagati per un terzo in argento, per un terzo in cartamoneta e per l'ultima parte in beni da scegliere tra quelli messi a disposizione dall'esercito; tuttavia, dopo l'inizio della guerra l'esercito smise di ricevere compenso, ottenendo nel corso della stessa tre sole gratifiche del valore di una mensilità ciascuna. L'uniforme era costituita da pantaloni bianchi, una blusa rossa e un copricapo caratteristico; i soldati combattevano scalzi.
L'occupazione della città argentina di Corrientes portò al governo paraguaiano una dotazione di armi; per contro, il successivo blocco navale brasiliano del Río de la Plata impedì l'arrivo di armamenti più moderni che erano già stati comprati in Europa. Nonostante ciò, la campagna del Mato Grosso aveva provveduto a fornire al Paraguay una gran quantità di armi, munizioni e polvere da sparo; uscì proprio dai depositi brasiliani quasi tutto quello che fu consumato durante la guerra.

#### Marina paraguaiana
La marina paraguaiana contava 17 imbarcazioni, per lo più mercantili riarmati, con l'eccezione dell'Añambay e del Tacuarí, che erano vere navi da guerra. I marinai erano dotati di fucili Witton e baionetta. C'erano inoltre alcune unità ausiliarie di minor tonnellaggio.
La Jejuí era dotata dell'unico cannone con retrocarica da 12 libbre; tutti gli altri cannoni montati erano a canna liscia, con un calibro variabile tra le 4 e le 32 libbre. In seguito entrarono nella flotta anche due navi argentine catturate a Corrientes, la 25 de Mayo e la Gualeguay.

### Argentina

#### Esercito argentino
Ufficialmente, al momento dell'invasione paraguaiana l'esercito argentino contava 6 391 uomini: 2 993 erano arruolati nella fanteria, 2 858 in cavalleria e 540 in artiglieria.

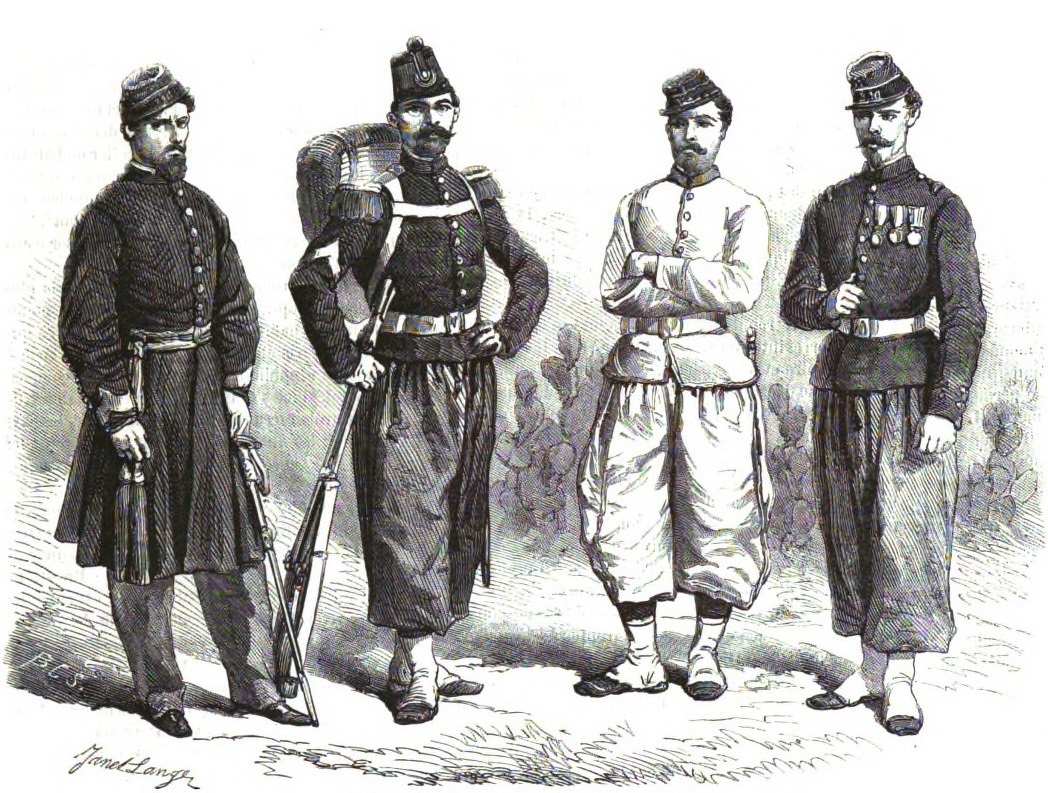
Soldati di fanteria dell'esercito argentino. Da L'Illustration n. 1152, anno 1864.

L'esercito si era formato dall'unione tra l'esercito dello Stato di Buenos Aires, che dopo la battaglia di Pavón aveva invaso le regioni ribelli e includeva in esso diversi mercenari, e le milizie di caudillos provinciali alleati di Mitre, come quelli di Santiago del Estero e di Corrientes. Appena iniziata la partecipazione argentina alla guerra, una legge ordinò la formazione di contingenti che dovevano essere reclutati dai governi provinciali. In un dispaccio del 15 novembre 1865 vengono dettagliate le forze con le quali le province argentine contribuirono a formare la Guardia Nazionale.
Le campagne di reclutamento, spesso forzoso, lanciate da Mitre nelle province per aumentare le file dell'esercito finirono in genere per provocare sollevazioni e diserzioni.
Nel novembre del 1865 le forze destinate alla guerra erano composte da 12 battaglioni di fanteria (nei quali erano presenti anche 3 corpi formati da stranieri reclutati in Europa), 2 reggimenti di cavalleria di 4 squadroni ciascuno, 2 reggimenti di artiglieria e la scorta del comandante in capo. Secondo una memoria governativa, per quella data l'esercito argentino poteva disporre di 8 generali, 241 comandanti, 2 059 ufficiali, 5 402 sottoufficiali e 16 812 soldati.
Nell'aprile del 1866, le forze argentine disponibili a iniziare l'invasione del Paraguay sommavano a 25 000 uomini. L'Argentina mobilitò durante il corso della guerra un totale di 30 000 uomini, la grande maggioranza dei quali nel primo anno di guerra.

#### Marina argentina
Una nota del Dipartimento della Marina del 1866 informa che la flotta argentina contava 7 unità operative (Guardia Nacional, Chacabuco, Libertad, Pavón, Buenos Aires, Gualeguaychú e Itapirú). Altre imbarcazioni in disarmo furono invece vendute. La maggioranza delle navi ebbe solo un ruolo logistico di trasporto, con la limitata eccezione della Guardia Nacional, impegnata nello scontro di Paso de Cuevas. Durante il conflitto, il ministro della Guerra del nuovo presidente Sarmiento, il colonnello Martín de Gainza, ammise la totale inadeguatezza della flotta argentina; l'esperienza del conflitto diede slancio alla creazione di una nuova flotta.

### Brasile

#### Esercito brasiliano
Alla fine del 1864 il Brasile disponeva di soli 18 000 soldati di ruolo, dispersi per tutto il Paese; ciò nonostante, con la sua popolazione di più di 9 milioni di abitanti, era lo Stato dell'America Latina che poteva reclutare più uomini nel corso del tempo. Lo stesso anno, il governo fu autorizzato ad aumentare le sue forze in tempo di pace fino a 22 000 elementi.

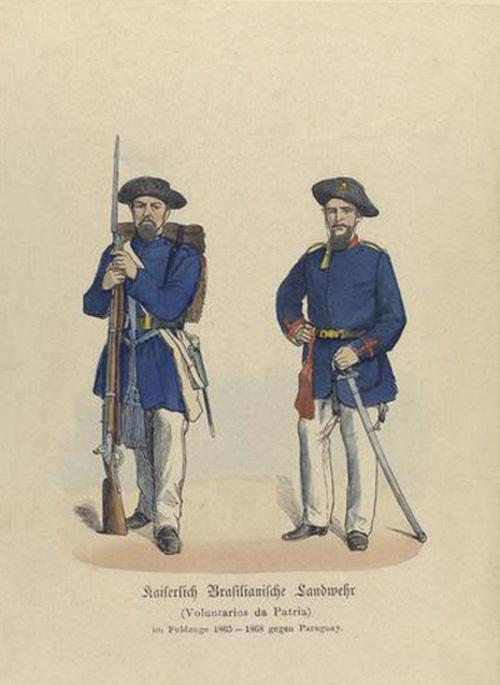
Volontari dell'esercito brasiliano, disegno di Hendrik Jacobus Vinkhuijzen (1867)

Allo scoppio della guerra, l'Impero iniziò una campagna sistematica di reclutamento di volontari. Poco prima dell'invasione del Paraguay furono ammassati a Corrientes 37 870 soldati. Durante il conflitto fu il Brasile, tra gli alleati, a subire il maggior numero di perdite. Per questo, dopo l'inizio della campagna di Humaitá, si frenò completamente l'ingresso di volontari. Il reclutamento divenne forzoso, e le autorità provinciali e municipali furono incaricate di riunire i contingenti, formati per la maggior parte da cittadini liberi di colore o mulatti. A essi si aggiunsero migliaia di schiavi, che furono messi a disposizione del governo per diverse ragioni, ma il totale di questi non superò mai la quota del 10% all'interno dell'esercito. In totale, nel corso del conflitto il Brasile mobilitò 123 418 uomini, che inviò al fronte o furono tenuti di riserva, disponibili per l'immediato invio al fronte.

#### Flotta brasiliana del Paraná e del Paraguay
Al tempo della battaglia del Riachuelo, il Brasile aveva inviato nel fiume Paraná una fregata, 4 corvette e 3 cannoniere, tutte con scafo corazzato.
Per il dicembre del 1867 entrarono in azione anche 2 corazzate, 12 monitori, 3 cannoniere e altre 5 imbarcazioni minori, tutte con scafo corazzato.

### Uruguay
Secondo lo stato generale delle forze della División Oriental datato 15 gennaio 1865, l'esercito uruguaiano era composto da 3 generali, 42 comandanti, 234 ufficiali e 2 887 soldati. Il comando fu affidato al presidente Venancio Flores, coadiuvato da Gregorio Suárez nel ruolo di capo di stato maggiore.
Nei due anni successivi, l'Uruguay continuò a inviare truppe in guerra, arrivando a schierare 5 583 uomini.
L'Uruguay non contribuì con imbarcazioni allo sforzo bellico.

## Sviluppo delle azioni belliche

### Fronte del Mato Grosso

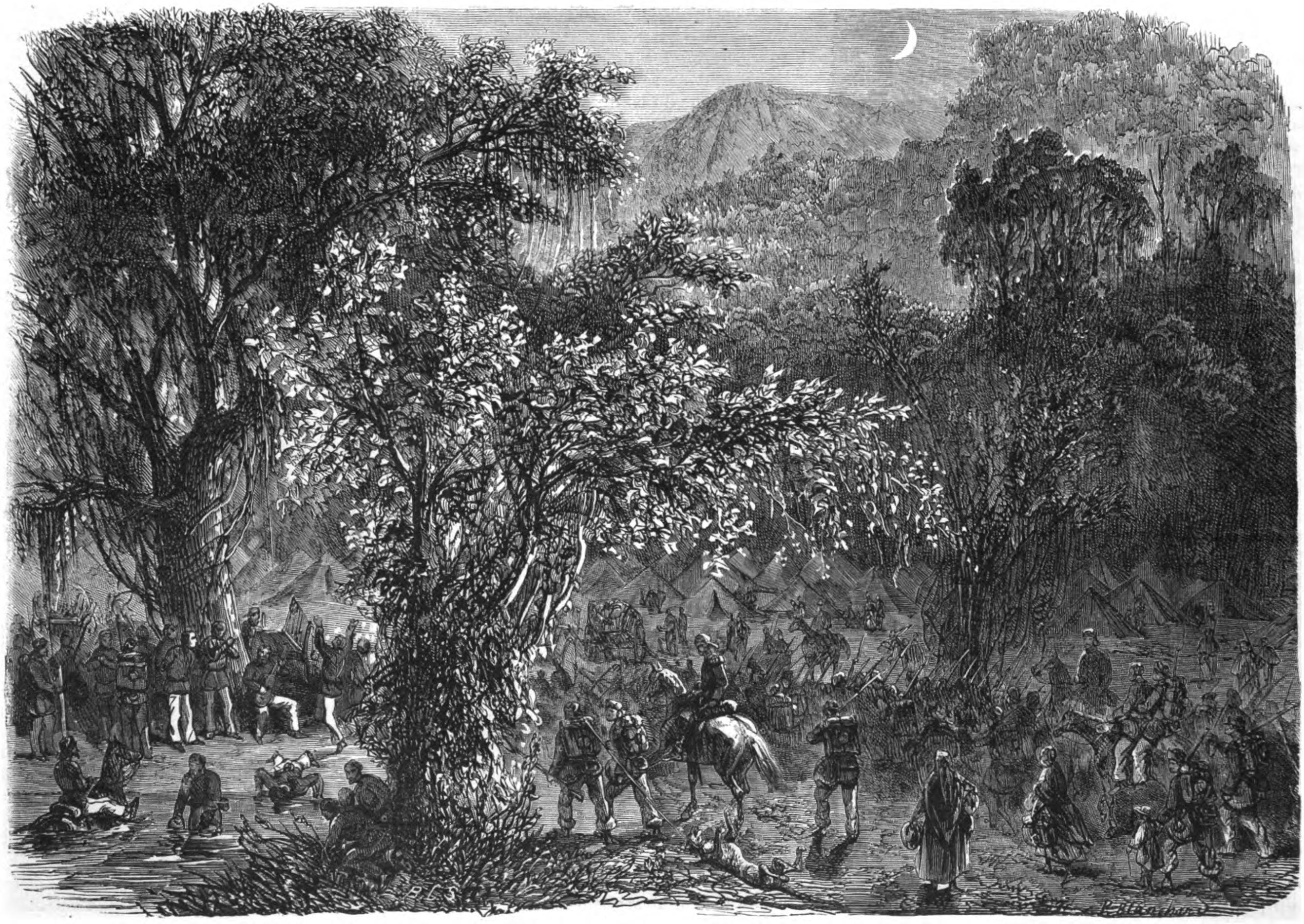
La spedizione brasiliana in Mato Grosso tra le foreste di Goiás. Da L'Illustration n. 1199 (1866).

La guerra ebbe due fasi molto diverse tra loro; López decise di iniziare il conflitto con la campagna del Mato Grosso, che durò un anno e fu caratterizzata esclusivamente dallo scontro tra Paraguay e Brasile. Il governo di Asunción approfittò della debolezza delle forze militari brasiliane nel Mato Grosso, trionfando su questo fronte, ma l'azione finì per ritardare l'intervento in Uruguay, dove il presidente Aguirre e i suoi compagni di partito erano gli unici alleati possibili.
Le forze paraguaiane scacciarono quelle brasiliane dalle fortezze e dalle colonie militari di Coímbra, Albuquerque, Corumbá, Miranda e Dourados, per conquistare all'inizio del 1865 la città di Coxim. Anche se il piano elaborato dagli stati maggiori paraguaiani non lo specificava, tutto indica che l'obbiettivo ultimo fosse la città di Cuiabá, capitale del Mato Grosso. L'avanzata si fermò però poco oltre Coxim, mentre sul fiume Paraguay non giunse oltre Sará, a 400 chilometri dalla stessa Cuiabá.
Il forte di Coímbra fu attaccato il 27 dicembre 1864 da 3 200 uomini, protetti da 10 imbarcazioni da guerra, sotto il comando del colonnello paraguaiano Vicente Barrios. Due giorni dopo la guarnigione brasiliana si ritirò verso nord, lasciando la piazza agli invasori.
La colonia militare di Dourados fu presa da una colonna d'assalto paraguaiana di circa 300 uomini; nello scontro perse la vita il comandante della piazza, il tenente Antônio João Ribeiro.
Corumbá fu presa il 3 gennaio 1865 e fortificata dai paraguaiani con 6 pezzi d'artiglieria. Poco tempo dopo, iniziata l'offensiva sul fronte sud, López ordinò a Barrios, comandante del fronte del Mato Grosso, di spostare la maggior parte delle sue truppe verso sud.
La reazione brasiliana all'invasione si rivelò molto lenta: una colonna organizzata a San Paolo nell'aprile del 1865 arrivò a Coxim alla fine dell'anno, occupando questa e altre località evacuate dai paraguaiani. Nel giugno del 1867 i brasiliani riconquistarono Corumbá, ma la abbandonarono nuovamente il 23 luglio successivo a causa di una violenta epidemia di vaiolo. La piazza tornò in mani paraguaiane fino all'aprile del 1868, quando López ne ordinò l'evacuazione, insieme a quella del forte di Coimbra. Entrambi furono rioccupati dall'esercito imperiale quattro mesi dopo, in agosto, a quasi quattro anni dall'inizio dell'invasione.

### Dichiarazione di guerra all'Argentina
Dato l'enorme isolamento del Mato Grosso, nonostante le vittorie militari il Paraguay non poteva trovare in quel fronte una vittoria decisiva. Quindi López chiese autorizzazione al presidente argentino, il generale Bartolomé Mitre, affinché le truppe paraguaiane potessero attraversare il territorio argentino per intervenire in Uruguay. Liberando quest'ultimo Paese dall'influenza brasiliana López sperava in tal modo di trovare un alleato e guadagnare uno sbocco sul mare. Mitre non autorizzò la manovra per due motivi: permettere il passaggio avrebbe voluto dire rimanere coinvolti nel conflitto, inoltre esisteva da anni una solida alleanza tra Mitre e il capo del Partido Colorado uruguaiano, Venancio Flores, nemico dichiarato di López. Il governo argentino aveva inoltre partecipato al finanziamento del colpo di Stato in Uruguay, oltre ad aver permesso a imbarcazioni brasiliane il passaggio per i fiumi Paraguay, Uruguay e Paraná.
L'intervento di López in Uruguay era tardivo: già era caduta la città di Paysandú, provocando le dimissioni di Aguirre. Il presidente paraguaiano credette comunque di poter salvare il Partido Blanco, ma non vi riuscì: il 20 febbraio 1865 Flores entrò, accompagnato dall'esercito brasiliano, a Montevideo.
López aveva convocato per il 15 febbraio la riunione del Congresso paraguaiano, che approvò la condotta della guerra contro il Brasile e lo elevò al grado di maresciallo dell'esercito; inoltre, il 18 marzo, autorizzò il presidente a dichiarare guerra all'Argentina. López dichiarò guerra il giorno stesso; il 29 marzo rese noti i motivi della dichiarazione. La notizia arrivò presto a Buenos Aires, ma fu tenuta nascosta dal governo, che la rese pubblica solamente il 9 maggio.

### Campagna di Corrientes
Il 13 aprile 1865 cominciò la campagna militare paraguaiana contro l'Argentina: le truppe di López catturarono imbarcazioni argentine sul fiume Paraná e occuparono la città di Corrientes.

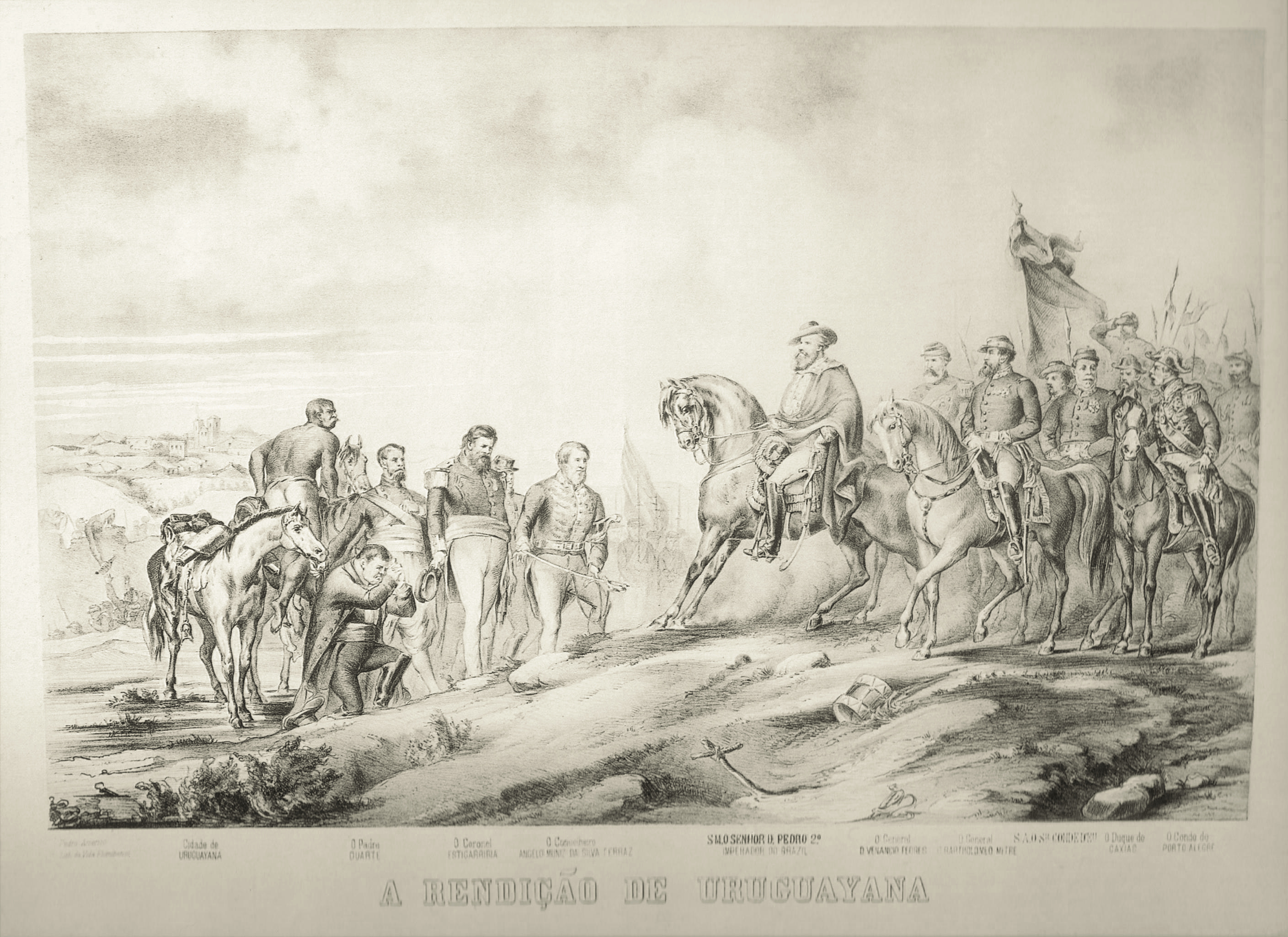
La resa di Uruguaiana, disegno di Victor Meirelles

 Al comando delle operazioni furono assegnati i generali Wenceslao Robles e Francisco Isidoro Resquín; al comando di circa 2 000 uomini imbarcati su tre navi a vapore Robles sbarcò a Corrientes il 14 aprile e occupò la città. Lo stesso giorno fu raggiunto da una colonna di cavalleria di 800 uomini giunta via terra. Gli invasori imposero un triumvirato provvisorio formato da elementi federales, da sempre avversari agli unitarios vicini al governo di Mitre a Buenos Aires. Il nuovo governo provinciale, teoricamente autonomo, era in realtà supervisionato da tre delegati paraguaiani. Dopo l'occupazione della capitale provinciale, Robles scese alla testa di 25 000 uomini lungo il corso del Paraná impossessandosi di ogni villaggio fino al fiume Santa Lucía, nei pressi di Goya. Simultaneamente avanzò da Encarnación una colonna di 12 000 uomini al comando del tenente colonnello Antonio de la Cruz Estigarribia. Dopo aver occupato Santo Tomé, una parte di essa attraversò il fiume Uruguay, prese possesso di São Borja e, soprattutto, occupò il 16 luglio la città di Uruguaiana, in territorio brasiliano. Altri 3 000 uomini, guidati dal maggiore Pedro Duarte, si impossessarono invece di Paso de los Libres, sulla sponda argentina del fiume. Qui avrebbe dovuto ricevere aiuto dalla colonna di Robles.

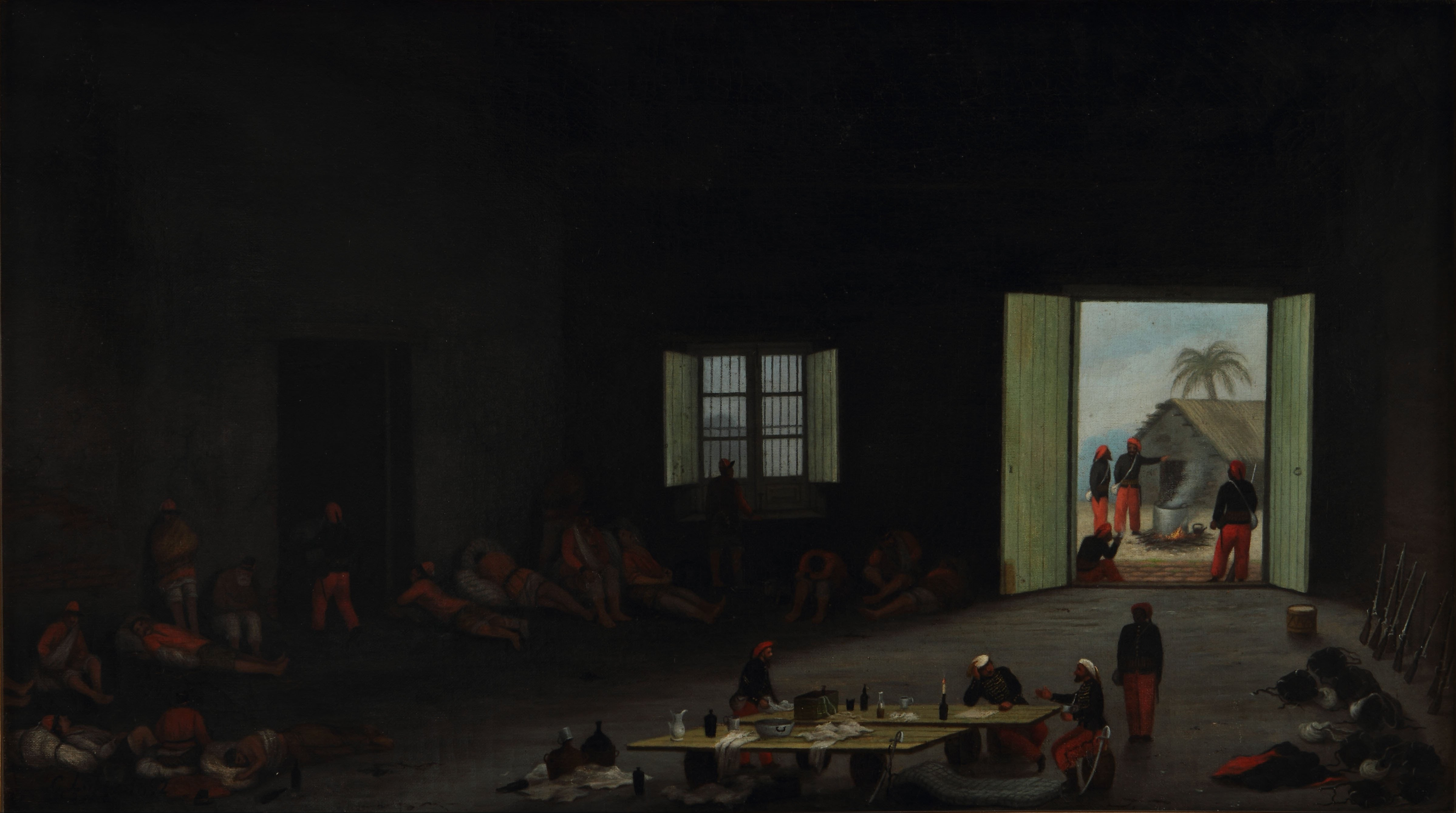
Soldati paraguaiani feriti prigionieri dopo la battaglia di Yatay, dipinto di Cándido López

Il generale argentino (ma uruguaiano di nascita) Wenceslao Paunero recuperò in maniera effimera il 25 maggio la città di Corrientes, ma fu costretto ad abbandonarla due giorni dopo. Nel frattempo, l'11 giugno la piccola flotta paraguaiana fu distrutta nella battaglia del Riachuelo, fallendo il tentativo di cogliere la squadriglia brasiliana di sorpresa. Entrambi i fatti impedirono l'avanzata di Robles, che a corto di rifornimenti e minacciato alle spalle fu costretto a ripiegare verso nord; non poté quindi fornire alcun aiuto alle colonne paraguaiane presenti sulle due sponde dell'Uruguay.
Mitre stabilì il quartier generale dell'esercito alleato nella città di Concordia. Di qui avanzò un esercito al comando del presidente uruguaiano Flores, che comprendeva contingenti argentini e brasiliani; intercettata la divisione del capitano Duarte, la sconfisse il 17 agosto nella battaglia di Yatay. Con l'aiuto di un grande contingente brasiliano, Flores pose subito dopo l'assedio a Uruguaiana; presi per fame, i paraguaiani furono costretti a cedere. Estigarribia accettò la resa senza condizioni il 18 settembre. Dopo la resa, molti soldati paraguaiani furono costretti a combattere nelle file alleate contro il proprio Paese.
Questi avvenimenti segnarono un cambio radicale del corso della guerra: le truppe paraguaiane dovettero abbandonare precipitosamente Corrientes e mettersi sulla difensiva all'interno dei confini, nella regione situata tra i fiumi Paraná e Paraguay. Dopo il ritiro promossero comunque alcuni contrattacchi in territorio argentino, ottenendo una vittoria nella battaglia di Pehuajó; il suo unico risultato fu però quello di ritardare l'invasione alleata. López aveva sperato che la popolazione delle province di Corrientes e di Entre Ríos si sarebbe pronunciata a suo favore. Quando tutto ciò non accadde, mise in evidenza l'errore strategico di avanzare con due colonne così distanti; i suoi comandanti, inoltre, si resero protagonisti di altri gravi errori tattici. In queste condizioni, la sconfitta divenne inevitabile.
Il colonnello argentino Isidoro Fernández Reguera avanzò nella regione di Misiones per ordine di Mitre; qui il 3 ottobre 1865 sconfisse la guarnigione nemica di Trinchera de los Paraguayos (in seguito Posadas) e Candelaria. Con questa azione l'Argentina recuperò i territori delle ex riduzioni gesuite a sud del Paraná, occupate dal Paraguay nel 1834.
Il fronte nord paraguaiano rimase di fatto sguarnito, favorendo in tal modo le incursioni degli indigeni Kadiweu, alleati del Brasile e armati da esso; in una delle loro razzie distrussero il villaggio paraguaiano di San Salvador. Altri gruppi indigeni, da secoli in contrasto con le popolazioni Guaraní, operarono con azioni di guerriglia, di disturbo o di spionaggio a favore dell'Impero.

### Il trattato della Triplice Alleanza
La dichiarazione di guerra paraguaiana fu nascosta per qualche settimana da Mitre, con lo scopo di poter accusare López di tradimento per il suo attacco in tempo di pace e dare una maggior coesione al suo governo, rendendo più difficile la rivolta di quei caudillos provinciali, il più temuto dei quali era Justo José de Urquiza, che avevano sempre ritenuto fratricida una guerra contro il Paraguay. Parallelamente, la notizia che alcune donne di Corrientes erano state deportate ad Asunción contribuì a esacerbare gli animi.

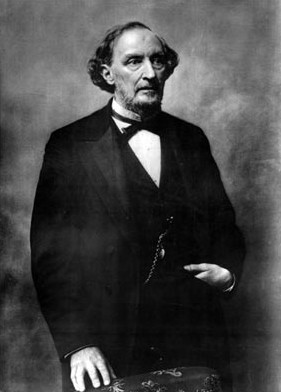
Il presidente dell'Argentina Bartolomé Mitre

Alla notizia dell'invasione straniera, Mitre pronunciò un infuocato discorso, chiedendo aiuto da tutta la popolazione. Il suo intervento si chiuse con un proclama che in seguito divenne famoso per il suo esagerato ottimismo ("in 24 ore alle caserme, in 15 giorni a Corrientes e in tre mesi ad Asunción"). Pochi giorni dopo, il 1º maggio 1865, fu firmato a Buenos Aires il trattato della Triplice Alleanza, che fu tenuto segreto. L'accordo prevedeva che la guerra non cessasse fino alla caduta di López; dava inoltre il comando dell'esercito a Mitre e concedeva ad Argentina e Brasile tutti i territori in disputa con il Paraguay.
Nessuno dei tre alleati era realmente pronto alla guerra, ma tutti ne avevano bisogno per motivi interni. Il Brasile stava attraversando dal 1864 una seria crisi commerciale e finanziaria, che aveva comportato il fallimento di numerose banche; inoltre, il Regno Unito aveva rotto le relazioni a causa di un incidente navale, e aveva poi costretto il governo liberale a firmare un trattato svantaggioso. Il governo brasiliano aveva quindi bisogno di distrarre l'opinione pubblica dalla crisi. Da parte loro, i governi argentino e uruguaiano erano arrivati solo recentemente al potere e non erano riusciti ancora a consolidare il consenso attorno a loro; si succedevano infatti le ribellioni nelle province argentine e a Montevideo. La guerra avrebbe in tal modo permesso di galvanizzare il sentimento nazionale.

### Impopolarità della guerra in Argentina
Lontano da Buenos Aires, buona parte delle province argentine furono percosse da un sentimento generale di opposizione al conflitto. Nel luglio del 1865, 8 000 soldati argentini, per la maggior parte di Entre Ríos, si ammutinarono a Basualdo rifiutando di combattere il Paraguay. In questa occasione, grazie soprattutto al timore che continuava a incutere Urquiza al governo centrale, non ci furono sanzioni. A questa seguì un'altra sollevazione di truppe l'8 novembre nei pressi del torrente Toledo, sempre a Entre Ríos, che stavolta fu però duramente repressa con l'aiuto di truppe brasiliane e dell'esercito di Flores.
Nel novembre del 1866, a Mendoza, un reparto destinato al fronte si unì ai ribelli federales iniziando quella che fu chiamata "rivoluzione dei Colorados". Capeggiata da Felipe Varela, la sollevazione si estese in tutta la regione di Cuyo, e poi più a nord fino a Salta, tenendo impegnato l'esercito argentino e le milizie provinciali liberali per più di un anno.
Una personalità di rilievo che si oppose pubblicamente alla guerra fu Juan Bautista Alberdi, che a quel tempo risiedeva a Parigi; il noto intellettuale argentino condannò il conflitto, chiamandolo "la guerra della triplice infamia", e alla fine di esso pubblicò uno dei suoi libri più famosi, El crimen de la guerra.

### Campagna di Humaitá

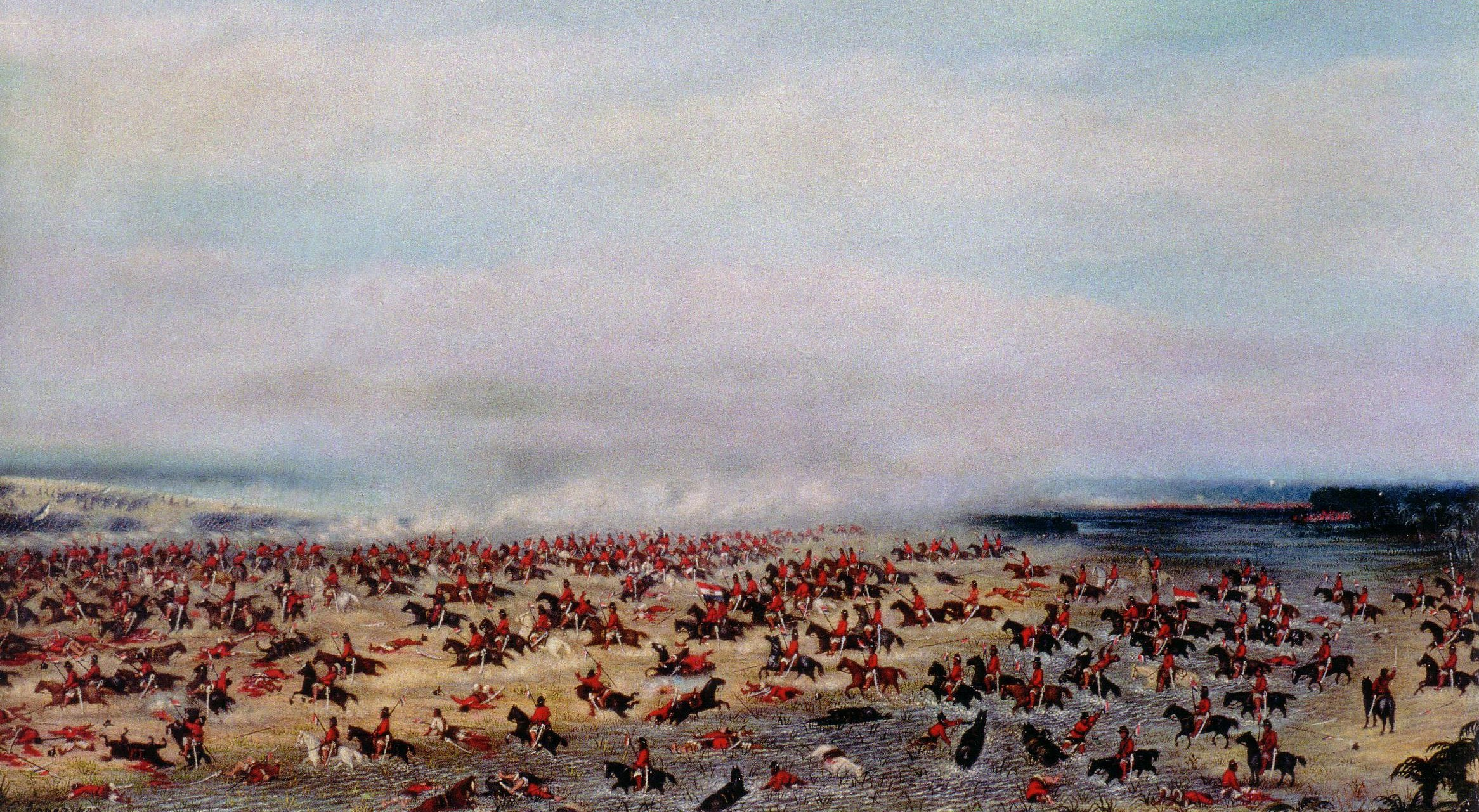
La battaglia di Tuyutí in un dipinto di Cándido López

La linea difensiva paraguaiana dislocata nel Sud del Paese era formidabile, incentrata in una serie di forti sui fiumi Paraná e Paraguay, tra i quali primeggiava la fortezza di Humaitá.
Il 16 aprile 1866, al comando del generale brasiliano Manuel Luís Osório, un esercito alleato di poco meno di 50 000 uomini iniziò ad attraversare il Paraná, entrando in territorio paraguaiano. Due giorni dopo le forze alleate presero la fortezza di Itapirú, sulla sponda destra del fiume, ridotta in macerie a causa del bombardamento della flotta brasiliana.

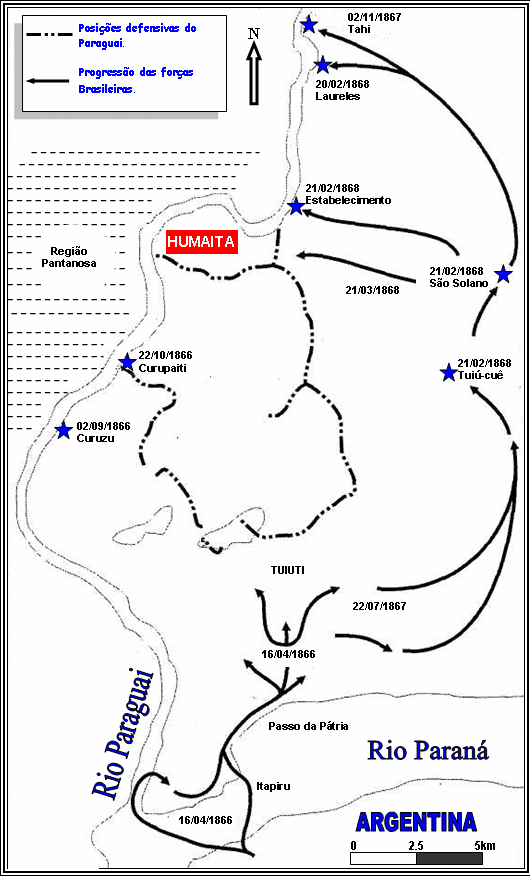
Mappa dell'attacco alleato durante la campagna di Humaitá

Mitre avanzò in linea retta fino al dispositivo offensivo organizzato da López, esponendo imprudentemente le sue truppe. Invece di aspettare gli invasori, i paraguaiani contrattaccarono gli alleati all'Estero Bellaco, venendo sconfitti ma riuscendo a portare gli invasori nella zona strategicamente svantaggiosa dei pascoli di Tuyutí. Il 24 maggio 1866 un attacco frontale ordinato da López portò alla sconfitta paraguaiana nella battaglia di Tuyutí; lo scontro portò la morte di 6 000 soldati dell'esercito di López. Si trattò della battaglia più grande e sanguinosa della storia dell'America del Sud. Nonostante la grande vittoria ottenuta, Mitre continuò a impiegare una tattica attendistica, offrendo la possibilità a Francisco Solano López di reperire nuovi contingenti di soldati. Tuttavia le nuove reclute erano formate in gran parte da adolescenti e anziani, che non erano in grado di sostituire in quantità e qualità le truppe veterane già perdute in battaglia. Nei mesi successivi, nello stesso teatro di operazioni ebbero luogo con alterne vicende altri scontri di portata più limitata, come le battaglie di Yataytí Corá e del Sauce. Autonomamente, le forze brasiliane catturarono il forte di Curuzú il 3 settembre 1866.
Il 12 settembre il maresciallo López ebbe un incontro con il generale Mitre a Yataytí Corá in cerca di una soluzione pacifica, ma la manovra si rivelò infruttuosa a causa dell'assoluta opposizione del Brasile a stipulare un accordo senza la previa resa incondizionata del Paraguay. Mitre, come l'uruguaiano Flores che partecipò anch'egli all'incontro, si era impegnato nel trattato a non firmare alcuna pace separata.

Dopo il fallimento delle trattative, Mitre decise di attaccare il forte di Curupayty. Il maltempo diede ai paraguaiani l'opportunità di migliorare le proprie difese, e obbligò gli attaccanti a combattere in paludi inondate. La flotta brasiliana, guidata dal marchese di Tamandaré, si era impegnata a bombardare le fortificazioni nemiche, ma l'operazione si rivelò meno efficace del previsto. Il 22 settembre 1866 ebbe luogo la battaglia di Curupayty, nella quale l'attacco delle truppe alleate, in principal luogo argentine, fu completamente sbaragliato dall'esercito paraguaiano al comando di José Eduvigis Díaz. Le forze di Mitre, credendo smantellata l'artiglieria nemica, avanzarono rapidamente verso il campo avverso, venendo letteralmente falciate dalle bocche da fuoco paraguaiane. Gli argentini soffrirono 983 morti e 2 002 feriti, i brasiliani 408 morti e 1 338 feriti. Da parte loro, i paraguaiani lamentarono 92 perdite in totale.

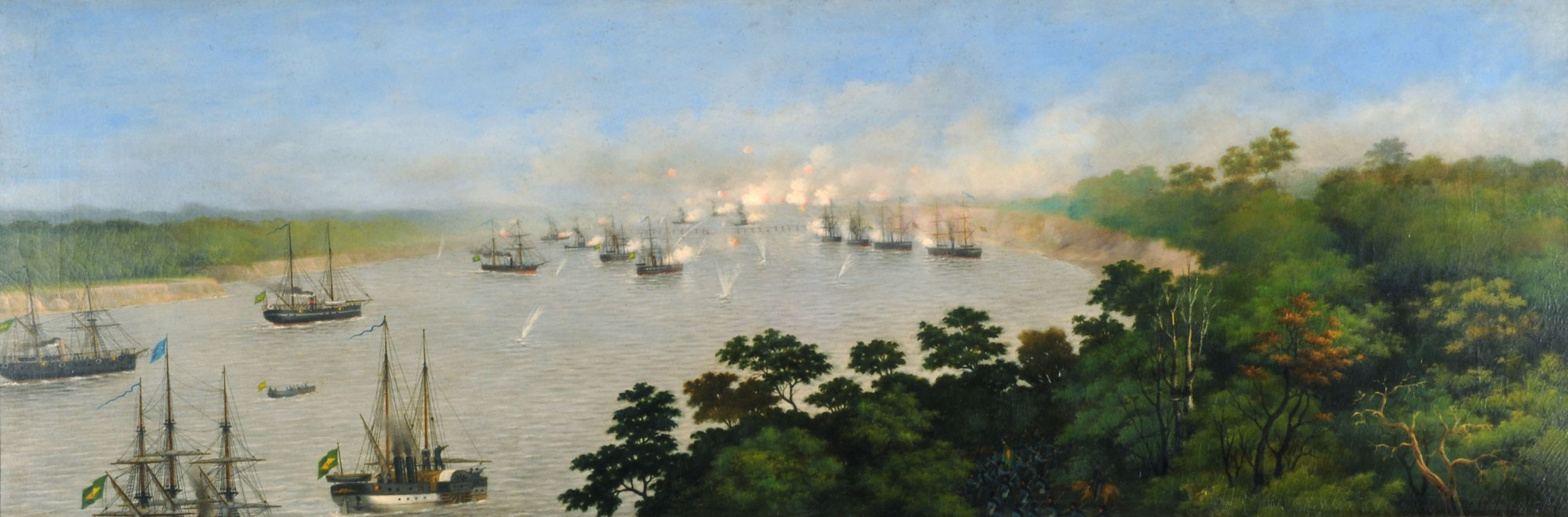
Il bombardamento della flotta brasiliana durante la battaglia di Curupayty in un dipinto di Cándido López

La sconfitta di Curupayty arrestò per molti mesi le operazioni belliche, più per volere dell'esercito argentino che di quello brasiliano. Il generale Flores tornò in Uruguay, lasciando al fronte soltanto 700 soldati al comando del generale Gregorio Suárez, presto sostituito da Enrique Castro. I generali brasiliani discussero tra loro, e incolparono Mitre della sconfitta. Chiesero all'Imperatore di costringere il presidente argentino a ritirarsi a Buenos Aires, ma Pietro II rifiutò di farlo. A dicembre, a causa dello scoppio della "rivoluzione dei Colorados", Mitre si trasferì a Rosario, però tornò al fronte poco dopo. Un tentativo di pace mediato dagli ambasciatori statunitensi ad Asunción e Buenos Aires fallì a causa del rifiuto di López e dell'Imperatore del Brasile.
Nel marzo del 1867, durante lo stallo, si scatenò un'epidemia di colera portata dai soldati brasiliani. La malattia costò la vita a 4 000 di loro, per poi propagarsi tra le città e le campagne di Argentina e Paraguay.
Alla fine di luglio le truppe brasiliane, comandate dal marchese di Caxias, occuparono il forte di Tuyú Cué; fino alla fine di ottobre si ebbero altre sei battaglie di più limitata importanza. Mentre Mitre riprendeva il comando, una squadriglia navale brasiliana riuscì a superare le batterie di Curupayty lungo il fiume Paraguay, ma restò intrappolata per mesi tra questa fortezza e quella di Humaitá, obbligando la costruzione di una ferrovia attraverso il Chaco per rifornirla. Il 2 gennaio 1868 morì di colera a Buenos Aires il vicepresidente Marcos Paz; il 18 dello stesso mese Mitre abbandonò il fronte. Il comando supremo passò a Caxias, che poté così portare avanti la sua strategia senza problemi. Il 19 febbraio, alcune imbarcazioni brasiliane riuscirono a superare la fortezza di Humaitá, e tre giorni più tardi bombardarono brevemente Asunción.
Le fortezze avevano così perduto la loro ragione d'essere: Curupayty fu evacuata dai suoi difensori e López partì per la capitale attraverso il Chaco, lasciando il forte di Humaitá difeso solamente da 3 000 uomini. Caxias gli inviò contro una divisione al comando del generale Osório, ma questa fu respinta il 16 luglio con un migliaio di perdite, contro meno di cento paraguaiane. Due giorni più tardi, le truppe del colonnello argentino Miguel Martínez de Hoz caddero in un'imboscata paraguaiana; il comandante e 64 dei suoi uomini morirono nello scontro, mentre altri 30 persero la vita nelle settimane successive a causa della durezza della prigionia. Il 24 luglio, la guarnigione di Humaitá fu evacuata mediante canoe. Tuttavia la maggior parte dei suoi elementi non arrivò mai a raggiungere i territori sotto il controllo di López: la metà fu catturata il 5 agosto, mentre la maggior parte del resto morì sotto i colpi dell'artiglieria brasiliana. La campagna di Humaitá era durata quasi 3 anni, nei quali i paraguaiani avevano perso 60 000 uomini impegnati nella difesa del Paese.

### Campagna del Piquisiry
Di fronte all'avanzata navale brasiliana, Francisco Solano López, che si era installato a breve distanza dal fiume Tebicuary, rinunciò a difendere la linea su questo corso d'acqua, approntando un fronte difensivo molto più vicino ad Asunción, sul torrente Piquisiry. L'avanzata terrestre degli invasori era bloccata da una linea difensiva di più di 10 km di larghezza, mentre l'avanzata sul fiume Paraguay era sbarrata da un nuovo nucleo di batterie costiere nella località di Angostura.

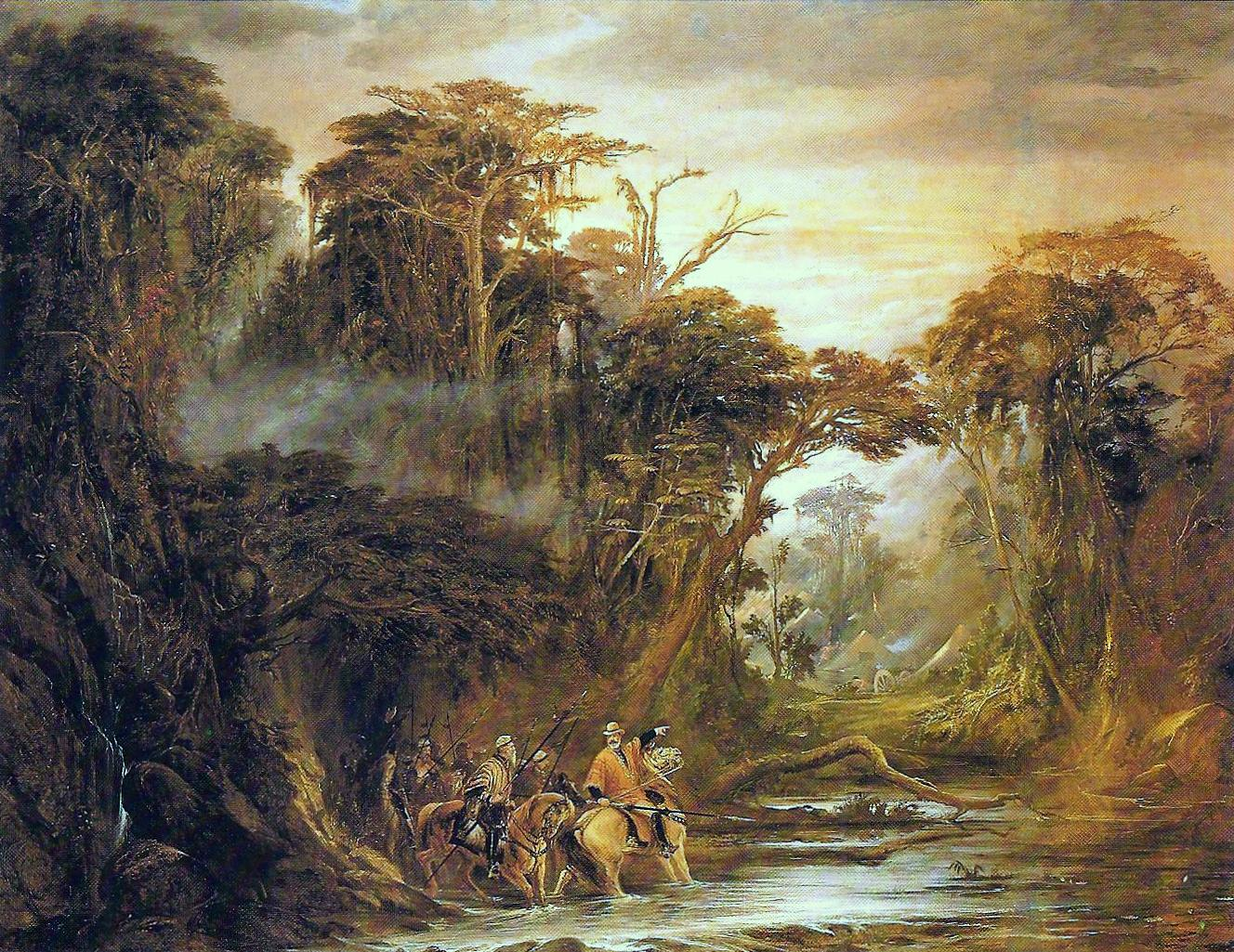
I brasiliani attraversano il Chaco, dipinto di Pedro Américo

Dopo aver constatato l'impraticabilità di un attacco diretto, Caxias decise di aggirare le posizioni nemiche. Inviò le sue corazzate a forzare il passaggio sul fiume con tutto l'equipaggio sotto coperta, mentre le forze terrestri furono spostate sulla sponda opposta del Paraguay. Di lì fece aprire un cammino attraverso il Chaco per il quale fece trasportare 23 000 soldati, con l'obbiettivo di riattraversare il fiume più a monte dello sbarramento. All'operazione parteciparono soltanto le forze brasiliane. Dal punto di sbarco, nei pressi della località di San Antonio, il 5 dicembre le truppe di Caxias si diressero verso sud per cogliere alle spalle la formazione difensiva paraguaiana, nell'offensiva che gli storiografi brasiliani chiamano la dezembrada.
Durante il percorso furono attaccati dal generale Bernardino Caballero nelle battaglie di Itororó e di Abay, dei giorni 6 e 11 dicembre, cruente vittorie alleate che causarono ai paraguaiani 4 000 morti e migliaia di prigionieri. Il maresciallo López si trincerò nella zona collinosa delle Lomas Valentinas, appena a nord del Piquisiry, dove inflisse una dura sconfitta ai brasiliani il 21 dicembre a Itá Ybaté. Il 27 dicembre tuttavia, dopo l'arrivo di truppe argentine e uruguaiane, gli alleati ottennero una grande vittoria nella sanguinosa battaglia di Lomas Valentinas, dalla quale López fuggì con non più di 60 uomini. Il 30 dicembre la batteria di Angostura cadde in mano alleata.

### Occupazione di Asunción
Il 5 gennaio 1869, le forze brasiliane e pochi altri contingenti uruguaiani entrarono nell'ormai indifesa Asunción, incontrando scarsissima resistenza; la città fu saccheggiata. Non si salvarono dalla furia nemmeno le chiese o le ambasciate europee. Il comandante argentino Emilio Mitre si rifiutò di entrare con i suoi uomini per non avallare gli episodi vergognosi che vi si stavano producendo.

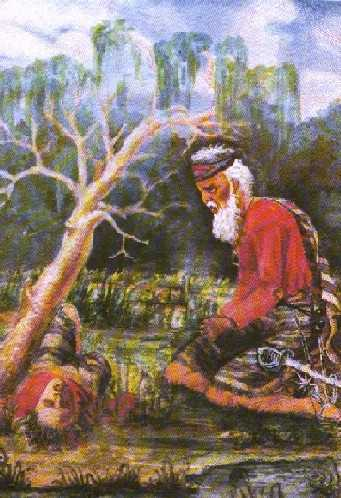
Soldato paraguaiano di fronte al cadavere del figlio, dipinto di José Ignacio Garmendia

Le forze di occupazione non si preoccuparono di formare un governo indipendente per il Paraguay fino al 15 agosto 1869, giorno in cui fu creato tra le rovine della capitale un governo provvisorio, costituito da Cirilo Antonio Rivarola, Carlos Loizaga e José Antonio Bedoya. Il triumvirato, nominalmente eletto dal popolo paraguaiano, fu di fatto scelto da una riunione di 21 persone, che rappresentavano le diverse fazioni che rispondevano alle autorità militari brasiliane e, in minor misura, a quelle argentine. Loizaga e Bedoya erano stati ufficiali della piccola Legión Paraguaya, un corpo che era stato fondato per dare una parvenza di appoggio paraguaiano all'invasione straniera. Da parte sua, Rivarola aveva partecipato a cospirazioni contro il governo della famiglia López, e aveva disertato dall'esercito paraguaiano, nel quale era stato arruolato come sergente. Poco dopo Loizaga e Bedoya si dimisero e tornarono a Buenos Aires, lasciando il solo Rivarola alla carica di presidente.

### Esecuzioni sommarie nel campo di López
Fin dal principio della guerra López si mostrò incline ad arrestare e giustiziare gli ufficiali che fallivano le missioni a loro affidate. Era successo con Pedro Ignacio Meza, sconfitto nella battaglia del Riachuelo, e con Wenceslao Robles, che aveva occupato Corrientes, anche se il primo morì per le ferite prima dell'esecuzione.
All'avanzare del conflitto e alla vista delle sconfitte subite, il presidente perseguì sempre più crudelmente i suoi ufficiali, e in particolar modo i suoi generali. Nel marzo del 1868 López scoprì, o credette di scoprire, una cospirazione contro di lui, della quale facevano parte sua madre e i suoi fratelli, come anche vari ufficiali e il ministro degli esteri José Berges, suo cognato; furono tutti arrestati. Sua madre fu perdonata dopo settimane di prigionia, le sue sorelle esiliate. Il fratello Venancio López morì durante i vari spostamenti dell'esercito all'interno del Paese; un altro suo fratello, Benigno López, fu invece giustiziato con Berges e altri ufficiali alla fine del 1869. Nell'ultima parte del conflitto furono giustiziate altre centinaia di persone, tra le quali donne e bambini. Vittima di una vera e propria paranoia, López vedeva continuamente nuove cospirazioni contro di lui, che portarono a numerose esecuzioni sommarie.

### Campagna delle Cordigliere
L'8 dicembre 1868 López decretò lo spostamento della capitale paraguaiana a Piribebuy. Lì si trasferirono il vicepresidente Sánchez e la legazione del ministro plenipotenziario degli Stati Uniti d'America, il generale Martin McMahon. Mentre l'esercito cercava di riorganizzarsi ad Azcurra, la madre, le sorelle, la compagna e i figli del maresciallo si stabilirono nella nuova capitale.

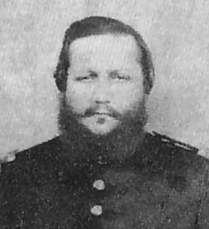
Ultima foto di Francisco Solano López

Alla fine di luglio del 1869, il conte d'Eu, genero dell'Imperatore del Brasile, diede inizio alla campagna delle Cordigliere attaccando Ybytymí, entrando poi il 4 agosto a Sapucai e il 12 a Piribebuy. Secondo le fonti paraguaiane, in questa città 1 600 soldati male armati resistettero per 5 ore sotto gli assalti di 20 000 uomini, che, una volta assicurata la vittoria, si abbandonarono a una serie di atti di vendetta. Molti civili furono uccisi brutalmente e l'Archivio Nazionale fu bruciato dagli occupanti. Quattro giorni dopo, il generale Bernardino Caballero, che comandava la retroguardia dell'esercito paraguaiano, fu costretto ad affrontare con 6 000 soldati, la maggior parte dei quali adolescenti o bambini, un assalto di 20 000 brasiliani in quella che fu in seguito chiamata battaglia di Acosta Ñu. Nonostante l'enorme disparità di numero e di armamenti Caballero resistette per 8 ore, prima di venire sopraffatto; in questa occasione i paraguaiani soffrirono la perdita di 2 000 elementi, morti in battaglia, e la cattura di altri 1 200.
Il generale Correia da Câmara sbarcò a Concepción e iniziò la marcia verso la Cordigliera di Amambay. López si trasferì a Curuguaty, che dichiarò nuova capitale del Paraguay. Nel frattempo alcune colonne secondarie del suo esercito furono intercettate e sconfitte. Il 28 ottobre 1869 anche Curuguaty fu assaltata, saccheggiata e incendiata dalle truppe brasiliane. Francisco Solano López iniziò così una lunga marcia lungo la Cordigliera di Amambay, accompagnato dalla popolazione rimastagli fedele. Qui ebbero luogo altri piccoli scontri, che assottigliarono sempre più il seguito del maresciallo; molti elementi di esso, affamati ed estenuati, si dispersero durante il percorso. L'8 febbraio 1870 la colonna giunse nei pressi dell'altura chiamata Cerro Corá; rifiutandosi di abbandonare il Paese, López si preparò ad attendere Correia da Câmara.
Il 1º marzo, la colonna paraguaiana fu raggiunta dalle truppe brasiliane. Lo scontro di Cerro Corá fu più un massacro che una battaglia, tenendo in conto l'enorme disparità di numero: 2 600 brasiliani ben armati affrontarono 409 difensori. Al termine del fatto d'armi, López, ferito e inseguito, rifiutò di deporre la spada e fu ucciso.

## Conseguenze

### Territori persi dal Paraguay
Alla fine della guerra il Brasile ottenne tutti i territori precedentemente in disputa e il Paraguay fu trasformato in un suo Stato satellite, al punto che il ministro plenipotenziario brasiliano José Maria da Silva Paranhos Júnior era chiamato quasi ufficialmente in Brasile il "viceré del Paraguay". L'occupazione brasiliana durò fino al 1876, quattro anni dopo la firma dell'accordo di pace ("trattato Cotegipe-Lóizaga") con il quale il Brasile aveva ottenuto territori, riparazioni e diverse concessioni economiche.

Mappa del Paraguay al termine della guerra. Il territorio segnato in rosso fu recuperato a seguito del lodo arbitrale emesso da Rutherford Hayes

L'Argentina, da parte sua, aveva reclamato gran parte del Gran Chaco, ma ridusse le sue pretese in questa regione limitandosi a reclamare il territorio a sud del Río Verde, dove si trovava la città di Villa Occidental, occupata da Emilio Mitre nel 1869. Dovette alla fine rinunciare a questo territorio in seguito al lodo arbitrale emesso dal presidente degli Stati Uniti d'America Rutherford Hayes nel 1878, favorevole alle ragioni paraguaiane.
L'Argentina ottenne altri territori in disputa, come la regione a sud dei fiumi Pilcomayo e Bermejo (che in seguito diverrà la provincia di Formosa) e la regione delle ex riduzioni gesuite a sud del fiume Paraná, che in futuro diverrà la provincia di Misiones. L'isola del Cerrito, situata alla confluenza tra i fiumi Paraguay e Paraná, rimase sotto occupazione brasiliana fino all'8 settembre 1876, quando il suo possesso passò ufficialmente all'Argentina.
Per quanto riguarda l'Uruguay, gli unici beneficiari della guerra furono Venancio Flores e i suoi alleati del Partido Colorado. Durante il conflitto il porto della città di Montevideo funse da centro d'approvvigionamento delle forze alleate, vedendo aumentare le attività commerciali e finanziarie; la fine della guerra coincise con una profonda crisi economica nel Paese.

### Conseguenze demografiche

Famiglie paraguaiane senzatetto durante la Guerra della Triplice Alleanza, 1867.

Lo storiografo britannico Leslie Bethell afferma che la guerra della Triplice Alleanza fu, dopo la guerra di Crimea, il più sanguinoso conflitto avvenuto nel mondo tra il 1815 e il 1914, mentre Luc Capdevila pone l'accento sul suo carattere totalizzante in merito agli effetti sulla popolazione civile. La violenza della contesa portò alla morte una cifra compresa tra il 30 e il 40% dei soldati mobilitati da Argentina e Brasile, mentre per l'esercito uruguaiano il tasso di mortalità può essere considerato anche superiore. Ai caduti sul campo di battaglia si aggiunsero le numerose epidemie scoppiate al rientro dei soldati dal fronte; nell'estate del 1871, per esempio, la febbre gialla uccise a Buenos Aires tra le 14 000 e le 17 000 persone in soli 6 mesi, una cifra pari all'8% della popolazione cittadina.
Il Paese che soffrì il maggior numero di perdite, e per il quale la guerra si trasformò in una sorta di genocidio, fu però il Paraguay. Per quanto la stima delle conseguenze demografiche del conflitto sia oggetto di dispute e controversie, alcuni storiografi contemporanei accreditano l'ipotesi che più della metà della popolazione morì in seguito agli eventi bellici, alla fame, alla carestia e alle epidemie causate dalla guerra. Nel 1872 si contava ad Asunción una popolazione di 6 284 individui maschi e di 11 066 individui femmina; a testimonianza degli effetti della guerra, la maggior parte degli individui maschi era costituita da bambini. Dei pochi elementi dell'esercito paraguaiano rimasti in vita, il 40% aveva più di 60 anni, mentre il 50% non aveva ancora compiuto 16 anni. In genere, le testimonianze delle fonti diplomatiche e i censimenti effettuati negli anni successivi dipingono una nazione totalmente sconvolta dal conflitto, costretta ad adottare una forte politica di attrazione dell'immigrazione per favorire il ripopolamento.

### Conseguenze economiche
La guerra ebbe come conseguenza la distruzione di ogni struttura sociale ed economica in Paraguay. La produzione agricola cessò di fatto di esistere, mentre gli alleati si occuparono di distruggere i primi segni di industrializzazione, come la fonderia di Ybycuí e i cantieri navali di Asunción. Il territorio rimase spopolato e gli abitanti rimasti, per lo più donne e bambini, furono colpiti dalle epidemie favorite dalle pessime condizioni igienico-sanitarie. Il modello che tentò di lanciare la nuova amministrazione, quello di ricostruire le proprie strutture grazie al finanziamento estero e di stimolare l'immigrazione, fallì di fatto nel decennio successivo, costringendo alla vendita di estesi appezzamenti. Tale politica favorì la nascita di estesi latifondi.
Il conflitto ebbe gravi conseguenze economiche anche nelle nazioni vincitrici, costrette a indebitarsi notevolmente per sostenere cinque anni di durissimo conflitto. Argentina, Brasile e, in minor misura, Uruguay dovettero contrarre ingenti prestiti, stipulati per lo più con istituti finanziari britannici. L'Argentina, tuttavia, approfittò degli avvenimenti per poter consolidare la propria coesione, dopo decenni di guerre civili; la sua posizione geografica (attraverso il Paraná costituiva l'unico possibile accesso al mare per il Paraguay) e la sua vicinanza linguistica e culturale permise all'oligarchia mercantile di Buenos Aires di penetrare nei gangli economici della nazione sconfitta, prevalendo sugli interessi brasiliani.
La guerra funzionò da stimolo per l'industria brasiliana, specie quella navale e quella legata alla trasformazione del cotone, e consolidò le strutture statali. La grande quantità di schiavi arruolati e liberati riaccese il dibattito sull'abolizionismo, accelerando di fatto la fine della schiavitù nell'Impero. Il potenziamento dell'esercito favorì invece la dissoluzione della monarchia e la nascita, a seguito di un colpo di Stato militare, della repubblica.

## Riferimenti nella cultura
La guerra della triplice alleanza fa da sfondo a un romanzo poco noto di Emilio Salgari, Il tesoro del presidente del Paraguay, pubblicato in diverse puntate per la prima volta sulla rivista Il Novelliere Illustrato tra il 7 gennaio e il 15 luglio 1894.